# Bob Keeshan
Robert James Bob Keeshan (ur. 27 czerwca 1927, zm. 23 stycznia 2004) – amerykański aktor filmowy.

## Filmografia
- 1947: Puppet Playhouse jako Clarabell klown
- 1955: Captain Kangaroo jako Kapitan Kangaroo
- 1968: MisteRogers' Neighborhood jako Kapitan Kangur

## Wyróżnienia
Posiada swoją gwiazdę na Hollywoodzkiej Alei Gwiazd.